# Leptocera nigricorpus
Leptocera nigricorpus är en tvåvingeart som beskrevs av Richards 1980. Leptocera nigricorpus ingår i släktet Leptocera och familjen hoppflugor.
Artens utbredningsområde är Kongo. Inga underarter finns listade i Catalogue of Life.